# Transhimalaya
Le Transhimalaya est une chaîne de montagnes constituant le rebord méridional du Plateau tibétain, face à l'Himalaya au sud dont il est séparé par le fleuve Brahmapoutre dit Yarlung Tsangpo dans son cours supérieur, et s'étirant de la région autonome du Tibet, en Chine, à l'Arunachal Pradesh, en Inde. Il culmine à 7 294 mètres d'altitude au Gyala Peri.

## Toponymie
Le nom « Trans-Himalaya » a été inventé par le géographie suédois Sven Hedin au début du XXe siècle.

## Géographie
Le Transhimalaya est constitué par trois subdivisions : le Gangdise Shan (ou chaîne Kailash) à l'ouest, les monts Nyainqêntanglha au centre et à l'est, et le Kangri Garpo à l'extrémité sud-est.
Topographiquement, il se compose de chaînons montagneux relativement désorganisés sans ligne de crête principale ni compartimentage par des rivières.